# 마취목
마취목(馬醉木)은 쌍떡잎식물 합판화군 진달래목 진달래과의 상록관목이다.

## 특징
마취목 잎 모양은 어긋나고 딱딱하며 거꾸로 선 바소꼴이다. 가장자리에는 톱니가 있으며 이른 봄에 피는 꽃은 흰색이며 단지 모양을 하고 있다. 꽃은 총상꽃차례로 핀다. 일본이 원산지인 마취목은 주로 관상용으로 쓰인다. 열매는 삭과이고 둥근 지름 5~6mm이다. 독성이 있는 잎 때문에 먹으면 마비가 된다고 하여 마취목으로 불린다.

## 분류 및 자생지
마취목은 동부아시아와 북미지역에 약 10여종이 자생 하며, 일본에도 변종인 4종이 자생한다. 진달래과 식물이며 키가 1에서 4 미터 정도인 상록성의 관목류이며 유사종으로는 잎에 무늬가 있는 무늬 마취목과 키가 작은 애기마취목, 잎이 붉은 마취목 등이 있다.
- Pieris cubensis (Grisebach) Small. 쿠바 서부.
- 마운틴 안드로메다 또는 마운틴 피어리스 (Pieris floribunda) (Pursh ex Simms) Benth. & Hook. - 미국 동부.
- 중국마취목 또는 히말라야마취목 (Pieris formosa) (Wallich) D.Don - 히말라야산맥, 중국 남서부(윈난성), 미얀마 북부.
- 마취목 또는 일본 안드로메다 (Pieris japonica) (Thunb.) D.Don ex G.Don - 중국 동부, 일본, 타이완.
- Pieris nana (Maxim.) Makino (이명. Arcterica nana) - 일본, 시베리아 동부.
- Pieris phillyreifolia (Hook.) DC. - 미국 남동부.
- Pieris swinhoei Hemsley - 중국 남동부(푸젠성, 광둥성).

## 기르기
마취목은 겨울에도 잎이 달려있으며 상록이다. 또한 햇빛이 잘 들지 않는 곳에서는 꽃을 피우기 힘들며, 물을 좋아하는 편이다. 꽃이 피기 전에 거름을 주면 꽃이 쉽게 떨어지며 새순이 강해져 이롭지 않다. 반 그늘진 습기가 많은 장소를 좋아하며 낮은 기온에서는 다소 약하여 5°C이상은 되어야 겨울을 넘길 수 있다.